# Castel Camponeschi
Castel Camponeschi ist eine befestigte Siedlung auf der Ebene von Prata d’Ansidonia in der Provinz L’Aquila in Italien.

## Geschichte
Die Siedlung entstand um das 13. Jahrhundert herum (und wurde später im 15. Jahrhundert umgebaut) und stellte das ursprüngliche Castrum von Prata dar. Erstmals wurde sie 1508 als Castrum S. Petri Camponeschi 1508 urkundlich erwähnt. Die Überlieferung berichtet, dass die Siedlung zur selben Zeit wie die Kirche San Paolo di Peltuinum errichtet wurde und in der Folge das Lehen in die Hände der Familie Camponeschi aus L’Aquila gelangte. Danach ging die Burg in der spanischen Zeit durch mehrere Hände und war dann von 1634 bis 1806 Lehen der Familie Nardis. Sie war bis 1963 bewohnt, dann zog die letzte Familie nach Prata um. Von 2003 bis 2008 wurden dringend notwendige Restaurierungsarbeiten durchgeführt. Leider wurde diese Restaurierung nur in der Hälfte der Siedlung abgeschlossen, da sie durch das Erdbeben von 2009 unterbrochen wurde.

## Beschreibung
Die Anlage setzt sich aus einem rechteckigen Mauerring mit Resten von Türmen, verbunden mit Wohnhäusern und Palästen, zusammen. Die beiden mittelalterlichen Zugangstore im Cardo und im Decumanus sind perfekt erhalten. Neben dem Westtor liegen darüber hinaus ein großer, in der Mitte abgebrochener Turm und eine Kirche des Heiligen Petrus, die heute entweiht ist.
Castel Camponeschi entspricht dem toskanischen Modell von Monteriggioni, in dem die Wohnhäuser vollständig ohne Verbindung zum Mauerring sind. An den Mauern blieben Spuren von sechs Türmen mit quadratischem Grundriss, die am Mauerring verteilt waren.

### Peterskirche
Ihr Stil ist mittelalterlich: Die Fassade ist platt und hat zwei Portale und zwei kleine Rosetten. Das Innere teilt sich in zwei Schiffe, und der Glockenturm ist in einem der Türme enthalten.

### Westliches Zugangstor
Das Tor ist perfekt erhalten und ganz klassisch mit Bögen ausgestattet.

### Adelspaläste
Die Siedlung besteht in ihrem Inneren aus kleinen Bauernhäusern mit jeweils nur einem Raum und zwei komplexeren Wohnhäusern, den Adelspalästen. Sie sind mittelalterlich und bestehen aus Stein in für das 15. Jahrhundert typischem Stil.

### Inneres der Siedlung
Die Häuser im Inneren der Siedlung sind viel einfacher, aus Stein und miteinander durch Bögen verbunden.

## Hobbit-Camp 3

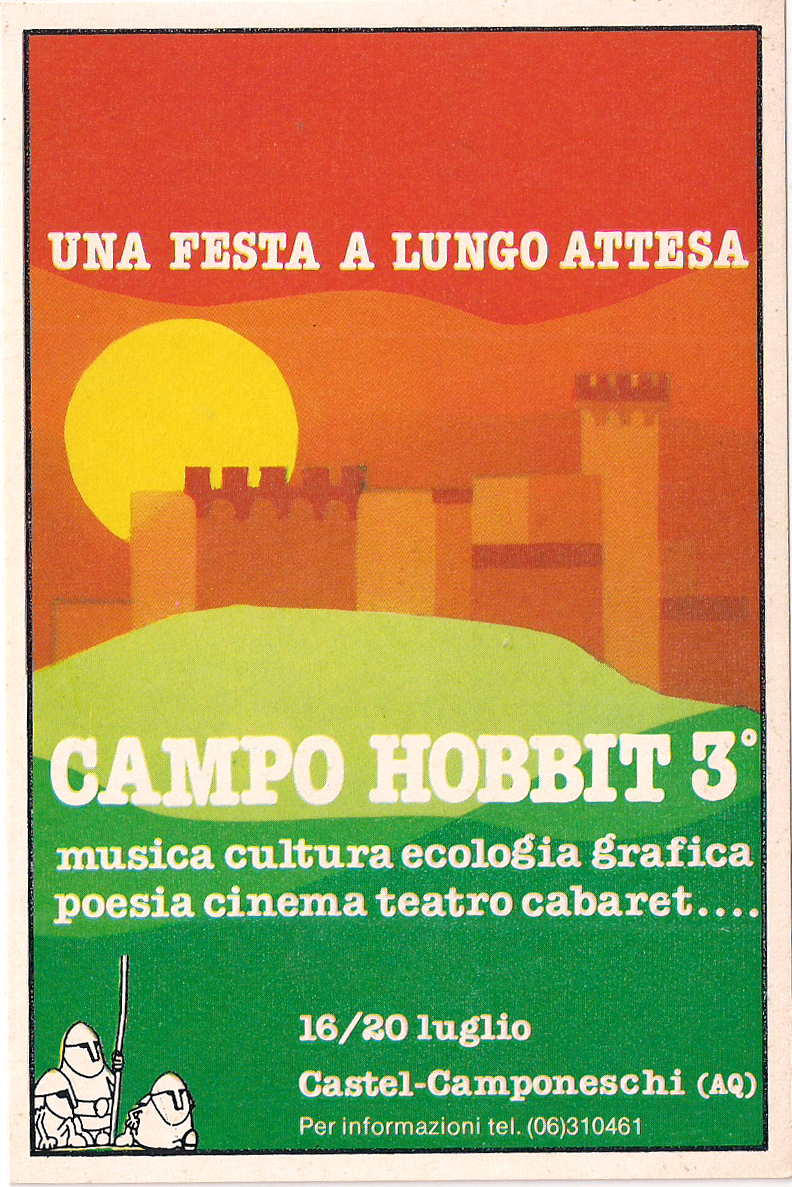
Plakat für das Hobbit-Camp 3

Im Juni und Juli 1980 wurde das Dorf aufgeräumt und repariert, Elektroanschlüsse wurden installiert und von 16. bis 20. Juli 1980 fand dort das Hobbit-Camp 3 statt. Es war teilweise bewohnt und Buchläden und Restaurants tauchten auf. Außerhalb der Mauern wurde ein Lager für alle Teilnehmer organisiert, die nicht in den Wohnhäusern Platz fanden, und es wurde eine große Bühne für Konzerte und Diskussionen aufgebaut.